# Lilawohnt
Lilawohnt (ehemals DOWAS für Frauen) ist ein Innsbrucker Sozialverein und Anlaufstelle für wohnungslose Frauen und Kinder, sowie Frauen* mit existenziellen Problemen. Ein weiterer Schwerpunkt liegt auf der psychosozialen Versorgung um eine langfristige Stabilisierung erzielen zu können.

## Geschichte
DOWAS für Frauen wurde 1984 in Innsbruck gegründet. Als Standort wird eine Wohnung in der Adamgasse 4/3 bezogen, in der heute noch die Beratungsstelle, die Büros des Betreuten Wohnens, des Housing First sowie die Verwaltung des Vereins untergebracht sind. Während die Wohnung zunächst als Wohngemeinschaft für wohnungslose Frauen* und Kinder genutzt wird, stellt sich immer mehr auch der Bedarf einer Beratungsstelle heraus.
Im Jahr 1991 wird eine weitere Immobilie als betreute Wohngemeinschaft angemietet, in der sich diese bis 2021 befindet; zudem werden die ersten beiden Wohnungen für das Projekt „Betreutes Wohnen“ angemietet – in den nächsten Jahren werden viele weitere dazu kommen. In der Adamgasse 4/3 werden die Räumlichkeiten als Büros und Beratungsstelle adaptiert.
1993 wird erstmals eine „Kinderfachfrau“ angestellt und somit der Mütter-Kinder-Bereich im Verein begründet. 1994 kommt es zur personellen Trennung und inhaltlichen Spezialisierung der Arbeitsbereiche „Wohngemeinschaft“ und ambulante Beratung (“Betreutes Wohnen” und „Beratungsstelle“).
Im neuen Jahrtausend steigt der Bedarf an Beratung und Wohnmöglichkeiten stetig an. Dazu kommen neue Zielgruppen mit spezifischen Bedürfnissen wie etwa Frauen mit Migrations- oder Fluchthintergrund sowie vermehrt auch Frauen mit psychischen Erkrankungen; auch die finanziellen Notlagen der Frauen verschärfen sich zunehmend.
2007 folgt der Verein DOWAS für Frauen mit einer innerbetrieblichen Umstrukturierung einem Trend, der in vielen feministischen Frauenvereinen zu beobachten ist: Weg von einem basisdemokratischen Modell hin zu einer spezielleren Arbeitsteilung und Hierarchisierung. Erstmals wird die Funktion der Geschäftsführerin von jener der Obfrau des Vereins getrennt. 2008 erfolgte die personelle Trennung der Bereiche „Betreutes Wohnen“ und „Beratungsstelle“, womit die verschiedenen Arbeitsbereiche des Vereins in ihrer heutigen Form etabliert sind. Im Jahr 2022 wird das erste Housing First Projekt in Tirol vom Verein DOWAS für Frauen ins Leben gerufen. Seit dem 17. April 2023 heißt der Verein nicht mehr DOWAS für Frauen, sondern lilawohnt. Die Namensänderung geht einher mit einem nicht mehr binären Geschlechterverhältnis.

## Grundhaltung und Arbeitsprinzipien
Im Verein lilawohnt wird frauenspezifisch und auf Basis einer feministischen Grundhaltung gearbeitet. Unsere Zielgruppe umfasst dabei Menschen, die sich weiblich identifizieren oder sich nicht binär zuteilen. Im Zentrum steht die kritische Auseinandersetzung mit weiblichen Lebenssituationen, die das Wissen über gesellschaftliche Machtstrukturen und strukturelle Benachteiligung von Frauen beinhaltet. Das Aufzeigen gesellschaftlicher Gegebenheiten soll der Individualisierung von Problemlagen entgegenwirken, die in Folge kein persönliches Versagen darstellen, sondern Ausdruck gesellschaftlicher Konfliktfelder sind. Reflexion und Selbstbewusstsein bilden die Basis dafür, Handlungsspielräume zu erweitern und das eigene Leben selbstbestimmt zu gestalten.
Die Arbeitsprinzipien des Vereins sind: Frauen beraten Frauen, Ganzheitlichkeit, Multiprofessionalität, kritische und differenzierte Parteilichkeit, Anonymität und Verschwiegenheit, Freiwilligkeit, Empowerment und ressourcenorientiertes Arbeiten sowie Vernetzung und Kooperation mit anderen Sozial- und Frauenvereinen.
Aktuell unterteilt sich der Verein in die Arbeitsbereiche Beratungsstelle, ambulantes Team mit Betreutes Wohnen und Housing First, Sozialpädagogische Wohngemeinschaft sowie Mütter-Kinder-Bereich. Zudem gibt es Geschäftsführung und Verwaltung sowie einen extern besetzten Vorstand. Mit Stand Juli 2023 sind 35 Personen im Verein angestellt.

## Beratungsstelle
Die Beratungsstelle von lilawohnt befindet sich in der Adamgasse 4/3 in Innsbruck und bietet sozialarbeiterische und psychosoziale Beratung zu folgenden Themen:
- Beratung zur Wohnungssuche, Anmietung und Erhalt der Wohnung
- Beratung bei finanziellen Problemen: Information über Rechtsansprüche, Beihilfen und Schuldenregulierung
- Unterstützung beim Kontakt mit diversen Ämtern
- Hilfestellung bei der Arbeitssuche und bei Problemen am Arbeitsplatz

- Beratung zu Gesundheitsfragen und (ungewollter) Schwangerschaft
- Beratung zum Leben mit Kindern und Jugendlichen
- Beratung zu Scheidung
- Rechtliche Beratung bzw. Weitervermittlung an kompetente Rechtsberatungsstellen

Das Angebot ist anonym, kostenlos und unterliegt der Verschwiegenheit. Die Beratungsstelle des Vereins lilawohnt ist Mitglied des Netzwerkes Österreichischer Frauen- und Mädchenberatungsstellen und verpflichtet sich zu dessen Qualitätsstandards.

## Sozialpädagogische Wohngemeinschaft
Die sozialpädagogische Wohngemeinschaft bietet 12 Übergangswohnplätze für Frauen und ihre Kinder, die von Wohnungslosigkeit betroffen sind. Es gibt 3 Zimmer für alleinstehende Frauen und 5 Zimmer für Frauen* und Kinder. Die Einrichtung bietet Frauen und Kindern einen geschützten Raum zur Stabilisierung und um an Zukunftsperspektiven arbeiten zu können. Das darüber hinaus gehende psychosoziale und sozialarbeiterische Unterstützungsangebot orientiert sich an den individuellen Bedürfnissen der Frauen* und ihrer Kinder.

## Betreutes Wohnen
Das betreute Wohnen bietet Untermietverträge mit Betreuungsverträgen für Garconnièren (für alleinstehende Frauen) oder Zwei-Zimmer-Wohnungen (für Frauen* mit Kind/ern). Während des Aufenthaltes im Betreuten Wohnen erhalten die Frauen und Kinder durchgehend sozialarbeiterische und psychosoziale Betreuung sowie Unterstützung durch den Mütter-Kinder-Bereich. Ziel ist eine langfristige Existenzsicherung durch die Unterstützung beim Ausbau der Selbstständigkeit, bei beruflicher Orientierung und Arbeitssuche sowie schließlich bei der Suche nach einer eigenen Wohnung mit eigenem Mietvertrag.

## Mütter-Kinder-Bereich
Der Mütter-Kinder-Bereich des Vereins lilawohnt kümmert sich um alle Kinder und Jugendlichen, die gemeinsam mit ihren Müttern in einer betreuten Wohnung oder in der sozialpädagogischen Wohngemeinschaft des Vereins wohnen. Die Kinder und Jugendlichen werden in ihren individuellen Problemlagen wahrgenommen und unterstützt. Auf Wunsch erhalten die Mütter zu allen Fragen rund um ihre Kinder Beratung, Unterstützung und Begleitung.

## Housing First
2022 hat lilawohnt den Vorstoß gewagt und das erste Housing First Projekt in Tirol initiiert. Finanziert über das Gleichstellungspakt des Landes Tirol konnten fünf wohnungs- bzw. obdachlose Frauen in eigene Wohnungen vermittelt werden. In Verbindung mit individueller sozialarbeiterischer und psychosozialer Unterstützung kann dem Ziel des langfristigen Wohnungserhalts Sorge getragen werden. Der Housing First Ansatz überzeugt neben dauerhaftem, leistbarem und inklusivem Wohnraum durch seine konsequente Ausrichtung auf eine Zusammenarbeit ohne Druck und Zwang. Somit können Frauen in existenziellen Notlagen dabei unterstützt werden, für sich aktiv einen gelingenderen Alltag zu gestalten.

## Peer Projekt
Peers sind Menschen, die bestimmte herausfordernde Situationen erlebt haben und andere Menschen unterstützen, die ähnliche Erfahrungen machen.
In der Ausbildung (welche 7 Module beinhaltet) zur Peer-Mitarbeiterin geht es um das Arbeiten mit den eigenen Erfahrungen. Das Ziel ist, dass die Teilnehmerinnen vom Erfahrungswissen zum reflektierten Erfahrungswissen kommen. Dieses neue Wissen kann durch die Kombination von angelerntem Fachwissen und Lebenserfahrung erreicht werden. Nach der Ausbildung können die Peer-Mitarbeiterinnen ergänzend zu bestehenden Teams, als neue Berufsgruppe bei Vereinen und Trägern in der Wohnungslosenarbeit angestellt werden.

## FEANTSA
Seit 2023 ist lilawohnt Teil von FEANTSA, dem Europäischen Dachverband der Wohnungslosenarbeit. Andere relevante österreichweite Netzwerke sind das Netzwerk österreichischer Frauen- und Mädchenberatungsstellen, der AÖF und die BAWO.